# سكان أوروبا

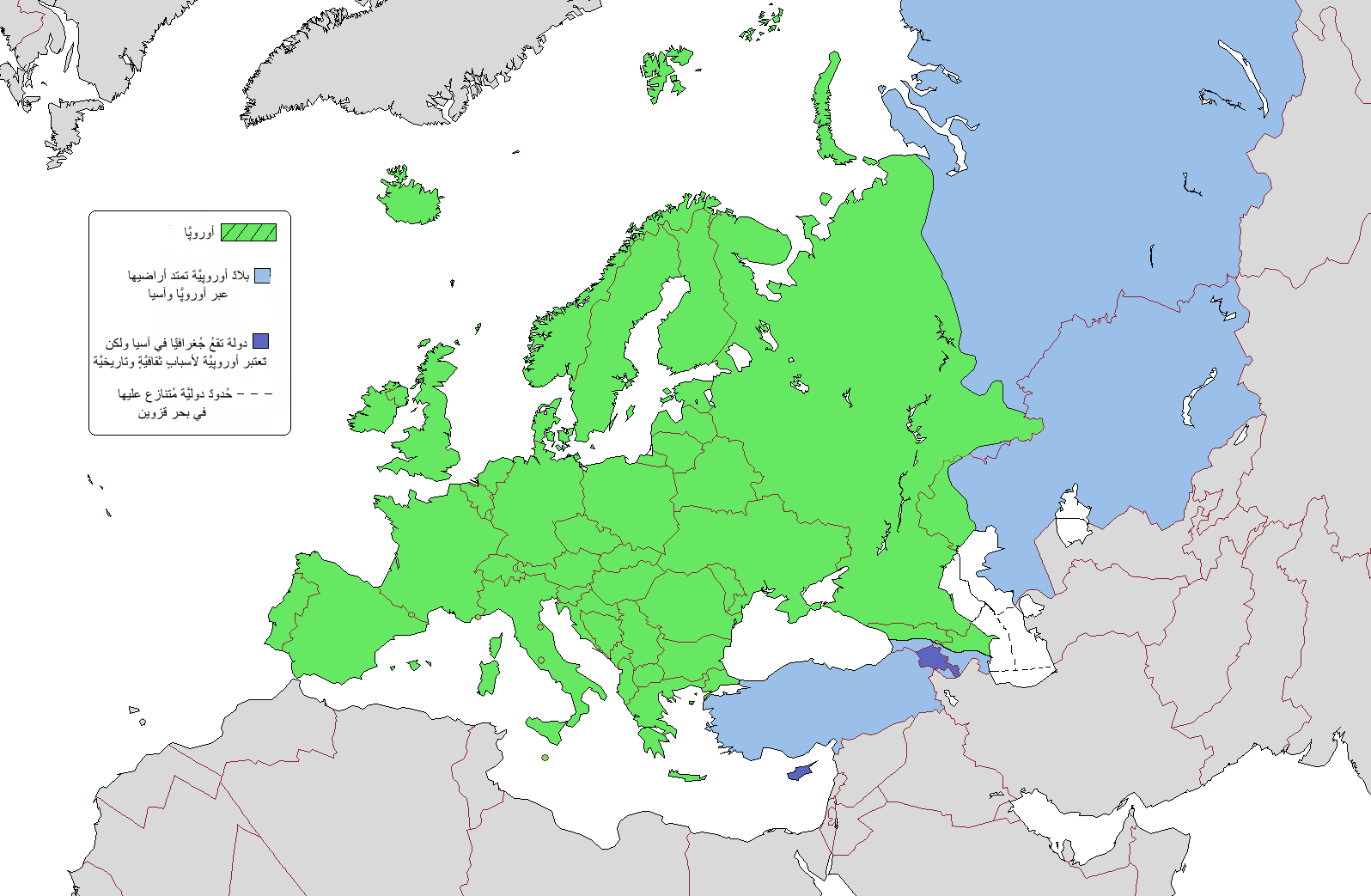

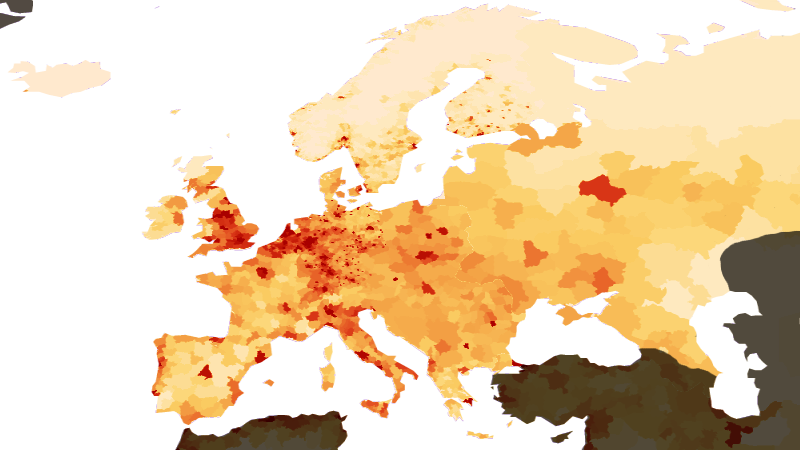
الكثافة السكانية

يعيش بأوروبا نحو 708 مليون نسمة، ما يعادل ثُمن سكان العالم منهم 108 مليون يعيشون في الجزء الروسي الواقع في أوروبا. وليس هنالك دولة أوروبية أخرى بها ما يماثل هذا العدد من السكان. وتأتي ألمانيا في المرتبة الثانية بعد روسيا، حيث يبلغ عدد سكانها نحو 81 مليون نسمة. أما دولة الفاتيكان فهي أصغر دول أوروبا من حيث عدد السكان، حيث يوجد بها أقل عدد من السكان بالمقارنة مع أي دولة في العالم، إذ يعيش بها نحو ألف نسمة فقط.
يبلغ معدل الكثافة السكانية في أوروبا 67 نسمة تقريبًا لكل كم² واحد. وأوروبا وآسيا هما أكبر قارتين في العالم من حيث الكثافة السكانية. وتوزيع السكان في أوروبا ليس متساويًا كما في بقية القارات. فمعظم أجزاء القارة تقل فيها كثافة السكان عن المعدل، بينما تزيد الكثافة عن المعدل في أجزاء أخرى. فالمناطق الشمالية الواسعة مثلاً، تكاد تكون خالية تمامًا من السكان، بينما تبلغ الكثافة في كل من موناكو وهولندا 385 نسمة لكل كم²، مما يجعلها من أعلى دول العالم كثافة في السكان.

## السكان حسب البلد
| Country/territory                        | Area (km2) | قائمة الدول والتبعيات حسب عدد السكان | قائمة الدول والتبعيات حسب الكثافة السكانية (per km2) | عاصمة                |
| ---------------------------------------- | ---------- | ------------------------------------ | ---------------------------------------------------- | -------------------- |
| ألبانيا                                  | 28,748     | 3,020,209                            | 105.1                                                | تيرانا               |
| أندورا                                   | 468        | 85,082                               | 181.8                                                | أندورا لا فيلا       |
| أرمينيا                                  | 29,743     | 3,018,854                            | 101.5                                                | يريفان               |
| النمسا                                   | 83,879     | 8,504,850                            | 101.4                                                | فيينا                |
| أذربيجان                                 | 86,600     | 9,754,830                            | 112.6                                                | باكو                 |
| روسيا البيضاء                            | 207,595    | 9,475,100                            | 45.6                                                 | مينسك                |
| بلجيكا                                   | 30,528     | 11,198,638                           | 366.8                                                | إقليم بروكسل العاصمة |
| البوسنة والهرسك                          | 51,197     | 3,871,643                            | 75.6                                                 | سراييفو              |
| بلغاريا                                  | 110,994    | 7,364,570                            | 66.4                                                 | صوفيا                |
| كرواتيا                                  | 56,594     | 4,284,889                            | 75.7                                                 | زغرب                 |
| قبرصe[›]                                 | 9,251      | 1,117,000                            | 120.7                                                | نيقوسيا              |
| التشيك                                   | 78,866     | 10,513,209                           | 133.3                                                | براغ                 |
| الدنمارك                                 | 42,925     | 5,655,750                            | 131.6                                                | كوبنهاغن             |
| إستونيا                                  | 45,227     | 1,315,819                            | 29.1                                                 | تالين                |
| جزر فارو (الدنمارك)                      | 1,399      | 49,709                               | 35.6                                                 | توشهافن              |
| فنلندا                                   | 338,424    | 5,470,820                            | 16.2                                                 | هلسنكي               |
| فرنسا                                    | 643,801    | 67,210,000                           | 103.7                                                | باريس                |
| جورجيا                                   | 69,700     | 3,729,000                            | 53.5                                                 | تبليسي               |
| ألمانيا                                  | 357,168    | 80,716,000                           | 226.0                                                | برلين                |
| جبل طارق (UK)                            | 6.8        | 30,001                               | 4,348.0                                              | جبل طارق             |
| اليونان                                  | 131,957    | 10,816,286                           | 82.0                                                 | أثينا                |
| غيرنزي ‏d[›]                              | 78         | 65,345                               | 837.8                                                | سان بيتر بورت        |
| المجر                                    | 93,030     | 9,877,365                            | 106.2                                                | بودابست              |
| آيسلندا                                  | 103,001    | 325,671                              | 3.2                                                  | ريكيافيك             |
| جمهورية أيرلندا                          | 70,273     | 4,609,600                            | 65.6                                                 | دبلن                 |
| جزيرة مانd[›]                            | 572        | 84,497                               | 147.8                                                | دوغلاس               |
| إيطاليا                                  | 301,338    | 60,782,668                           | 201.7                                                | روما                 |
| جيرزيd[›]                                | 118        | 97,857                               | 827.9                                                | ساينت هيلير          |
| كازاخستانj[›]                            | 2,724,900  | 17,987,736                           | 6.49                                                 | نور سلطان            |
| كوسوفوp[›]                               | 10,908     | 1,859,203                            | 170.4                                                | بريشتينا             |
| لاتفيا                                   | 64,589     | 1,990,300                            | 30.8                                                 | ريغا                 |
| ليختنشتاين                               | 160        | 37,132                               | 232.1                                                | فادوتس               |
| ليتوانيا                                 | 65,300     | 2,944,459                            | 45.1                                                 | فيلنيوس              |
| لوكسمبورغ                                | 2,586      | 549,680                              | 212.6                                                | لوكسمبورغ            |
| مالطا                                    | 316        | 446,547                              | 1,413.1                                              | فاليتا               |
| مولدوفا                                  | 33,846     | 2,913,281                            | 86.1                                                 | كيشيناو              |
| موناكو                                   | 2.02       | 36,371                               | 18,005.4                                             | موناكو               |
| الجبل الأسود                             | 13,812     | 647,905                              | 46.9                                                 | بودغوريتسا           |
| هولندا                                   | 41,543     | 16,856,620                           | 405.8                                                | أمستردام             |
| مقدونيا الشمالية                         | 25,713     | 2,058,539                            | 80.1                                                 | إسكوبية              |
| النرويج                                  | 385,178    | 5,136,700                            | 13.3                                                 | أوسلو                |
| بولندا                                   | 312,679    | 38,483,957                           | 123.1                                                | وارسو                |
| البرتغالf[›]                             | 92,212     | 10,427,301                           | 113.1                                                | لشبونة               |
| رومانيا                                  | 238,391    | 19,942,642                           | 83.7                                                 | بوخارست              |
| روسيا                                    | 17,075,400 | 143,700,000                          | 8.5                                                  | موسكو                |
| سان مارينو                               | 61.2       | 32,576                               | 532.3                                                | مدينة سان مارينو     |
| صربياg[›]                                | 77,461     | 7,041,599                            | 90.9                                                 | بلغراد               |
| سلوفاكيا                                 | 49,035     | 5,415,949                            | 110.5                                                | براتيسلافا           |
| سلوفينيا                                 | 20,273     | 2,061,085                            | 101.7                                                | ليوبليانا            |
| إسبانيا                                  | 504,645    | 46,704,314                           | 92.6                                                 | مدريد                |
| Svalbard and Jan Mayen Islands (النرويج) | 62,049     | 2,868                                | 0.046                                                | لونغييربين           |
| السويد                                   | 449,964    | 10,004,962                           | 21.6                                                 | ستوكهولم             |
| سويسرا                                   | 41,285     | 8,183,800                            | 198.2                                                | برن                  |
| ترانسنيستريا                             | 4,163      | 505,000                              | 121.3                                                | تيراسبول             |
| تركيا                                    | 783,356    | 79,814,871                           | 102                                                  | أنقرة                |
| أوكرانيا                                 | 603,628    | 42,539,010                           | 73.8                                                 | كييف                 |
| المملكة المتحدة                          | 243,610    | 64,100,000                           | 263.1                                                | لندن                 |
| الفاتيكان                                | 0.44       | 842                                  | 1,913.6                                              | الفاتيكان            |
| جزر أولاند (within فنلندا)               | 1,580      | 28,666                               | 18.1                                                 | ماريهامن             |
| Totalo[›]                                |            |                                      |                                                      |                      |

## الثقافة والتنوع اللغوي
هناك العديد من العوائل اللغوية المنتشرة في القارة الأوروبية، وغالبا ما تتشابه لغات الدول حسب التشابه في التاريخ والثقافة لتلك الدول ولكن بشكل عام يعد الدين هو العامل الأبرز في التحكم في توزيع اللغات على دول القارة الأوروبية. للعربية تأثير على بعض اللغات الأوروبية كالمالطية والإسبانية والألبانية.
- اللغات الجرمانية

مقالة رئيسية: أوروبا الجرمانية
اللغات الجرمانية هي اللغات التي يتحدث بها في أجزاء أوروبا الشمالية الغربية وبعض أجزاء أوروبا الوسطى. تشمل منطقة اللغات الجرمانية في أوروبا كلا من المملكة المتحدة (بعض أجزائها كانت تتحدث باللغات الكلتية) وأيرلندا وآيسلندا وألمانيا والنمسا وهولندا والدنمارك والسويد والنرويج واللوكسمبورغ وليختنشتاين وجزر فارو والجزء المتحدث بالألمانية من سويسرا ومنطقة الفلاندر في بلجيكا والمناطق المتحدثة بالسويدية في فنلندا ومنطقة الترايول الشمالي في إيطاليا.
- اللغات الرومانسية

مقالة رئيسية: أوروبا اللاتينية
اللغات الرومانسية هي اللغات التي يتحدث بها في الأجزاء الجنوبية الغربية من أوروبا بالإضافة إلى دولتي رومانيا ومولدوفا الواقعتين في أوروبا الشرقية. الدول والمناطق المتحدثة باللغات الرومانسية تشمل:إسبانيا وإيطاليا وفرنسا ورومانيا ومولدوفا والبرتغال والمناطق المتحدثة بالرومانسية والإيطالية في سويسرا ومنطقتي والونيا في بلجيكا وروماندي الجزء المتحدث بالفرنسية في سويسرا.
- اللغات السلافية

مقالة رئيسية: أوروبا السلافية
اللغات السلافية هي اللغات التي يتحدث بها في أجزاء أوروبا الوسطى والشرقية. تضم هذه المنطقة كلا من: روسيا البيضاء والبوسنة والهرسك وبلغاريا وكرواتيا وجمهورية التشيك وجمهورية مقدونيا وبولندا وروسيا وصربيا والجبل الأسود وسلوفاكيا وسلوفينيا وأوكرانيا.
- اللغات الأورالية

اللغات الأورالية هي عائلة لغوية مقسمة إلى مجموعتين: اللغات الفينية البيرمية ويتحدث بها في فنلندا وإستونيا واللغات الأجرية ويتحدث بها في هنغاريا.
- اللغات الألطية

اللغات التركية يتحدث بها في تركيا وأذربيجان وقبرص والبلقان والقوقاز.
- اللغات البلطية

اللغات البلطية أو لغات دول البلطيق ويتحدث بها في لتوانيا ولاتفيا.
- اللغات الكلتية

مقالة رئيسية: أوروبا السلتيةCeltic
أوروبا السلتية هي المنطقة التي يتحدث فيها باللغات السلتية أو أنها كانت إلى فترة قريبة لغة رسمية في مناطق ما من القارة ولا تزال ذات تأثير على اللغات السائدة حاليا في تلك المناطق. مناطق أوروبا السلتية هي اسكتلندا وويلز وكورنوول (في المملكة المتحدة) وجزيرة مان (تتبع التاج البريطاني) وبريتاني (في فرنسا) وأيرلندا.
- لغات أخرى

غير العوائل الستة الرئيسية في القارة هناك مجموعات أخرى من اللغات وهي:
- اللغات القفقاسية وهي اللغات الأصلية بسكان مناطق شمال القفقاس (القوقاز)، وهي اللغات الشركسية والتي تقسم إلى ثلاثة فروع، 1. لغة الأديجة 2. لغة الوبيخ 3. لغة الأبخاز ويتحدث بها في الجمهوريات الشركسية في شمال القفقاس بالإضافة إلى تجمع الشراكسة على شواطئ البحر الأسود ضمن مناطق سيركاسيا التاريخية، والواقعة حاليًا في الأراضي الروسية.
- اللغة اليونانية ويتحدث بها في اليونان وقبرص اليونانية.
- اللغة الألبانية والتي تعد فرعا منفصلا من فروع اللغات الهندو أوروبية.
- اللغة الأرمنية تعد إحدى لغات القارة على الرغم من الخلاف على اعتبار أرمينيا تابعة لأوروبا جغرافيا، كالألبانية هي فرع منفصل من فروع اللغات الهندو أوروبية.
- اللغات الأيبرو قوقازية.
- اللغة الباسكية التي لا تنتمي لأي عائلة لغوية معروفة ويتحدث بها سكان إقليم الباسك في إسبانيا وفرنسا.

## الأديان
أكثر الأديان والمذاهب انتشارا في القارة الأوروبية هي:
المسيحية وهي الديانة الرئيسية والسائدة في أوروبا، معظم المسيحيين من الكاثوليك، أما الطائفة المسيحية الأخرى فنصفها تقريبًا من الأرثوذكس الشرقيين، والنصف الآخر من البروتستانت.
- المسيحية الكاثوليكية: الدول والمناطق ذات النسبة الكبيرة من أتباع الكاثوليكية في القارة هي: البرتغال وإسبانيا وفرنسا وبلجيكا وجنوب هولندا وأيرلندا واسكتلندا وجنوب ألمانيا وجنوب سويسرا وإيطاليا والنمسا وسلوفينيا وهنغاريا (المجر) وكرواتيا وسلوفاكيا والتشيك وبولندا وغرب أوكرانيا ورومانيا وبعض مناطق لاتفيا ولتوانيا. توجد أقليات كاثوليكية في إنجلترا وويلز وبعض مناطق أيرلندا الشمالية.
- البروتستانتية: الدول والمناطق ذات النسبة الكبيرة من أتباع البروتستانتية في القارة هي: النرويج وآيسلندا والسويد وفنلندا وإستونيا ولاتفيا والمملكة المتحدة والدنمارك وألمانيا وهولندا وسويسرا. توجد أقليات بروتستانتية في فرنسا والتشيك وهنجاريا وأيرلندا.
- الأرثوذكسية المسيحية: الدول والمناطق ذات النسبة الكبيرة من أتباع الأرثودكسية في القارة هي: ألبانيا وأرمينيا وروسيا البيضاء والبوسنة والهرسك وبلغاريا وفنلندا وجورجيا واليونان وجمهورية مقدونيا ومولدوفا ورومانيا وروسيا وجمهورية صربيا والجبل الأسود وأوكرانيا.
- الإسلام: الدول والمناطق ذات النسبة الكبيرة من المسلمين في القارة هي: ألبانيا والبوسنة والهرسك وبلغاريا وجمهورية مقدونيا وقبرص وكازاخستان وتركيا وأذربيجان وجورجيا. على مستوى القارة بشكل عام فإن 5% من مواطني دول الاتحاد الأوروبي يدينون بالإسلام، يتركز العديد من المسلمين في ألمانيا (3.878 % ) وفرنسا (5 إلى 10%) والمملكة المتحدة (2.7 %).

من بعض الأديان الأخرى في أوروبا ما يلي:
- اليهودية ويتركز أتباعها في روسيا وفرنسا وألمانيا والمملكة المتحدة.
- الهندوسية ويتركز أتباعها في المملكة المتحدة وهولندا.
- السيخية.